# Амвросій (Андрієвський)
Амвросій Андрієвський (*1728, Київ — †після 1791, Новгород) — український релігійний діяч. Ректор Владімірської духовної семінарії на Московщині, архімандрит.

## Біографія
Народився в сім'ї міщанина. Навчався в Києво-Могилянській академії.
Після закінчення академії емігрував на Московщину. Викладав у Слов'яно-греко-латинській академії.
У 1757 прийняв чернечий постриг і був призначений префектом Троїце-Сергієвої семінарії, звідки переведений на таку ж посаду до Владімірської семінарії. У 1759 його висвячено на архімандрита Арзамаського Спаського монастиря. Незабаром переведено до Царевокостянтинівського монастиря Владімірської єпархії, призначено ректором Владімірської семінарії й адміністратором цієї ж єпархії за архієпископа Владімірського і Ярополчеського Антонія.
У 1761 переведено до Макаріївського Успенського монастиря Костромської єпархії, у 1770 — до Пермського Пискорського Спасо-Преображенського монастиря, у 1772 — до Московського Симонового монастиря, у 1783 — до Тверського Богородицького монастиря, звідки у серпні 1791 відправлено на спочинок до Новгородського Хутинського Спасо-Варлаамівського монастиря, де він і помер.